# 一国两区
一個中国，兩個地區，即一個中華民國，兩個地區，簡稱一国两区，為現行中華民國憲法增修條文和兩岸人民關係條例所採納的概念（將台澎金馬定義為「自由地區」，將中國大陸定義為「大陸地區」，共「兩區」），自一個中國，兩個政治實體衍生，於2012年由中國國民黨重申並提出此專有名詞，對於臺灣海峽兩岸關係的一個定位。這是憲法一中與一中各表的論述延伸，在這個說法下，台灣與中國大陸之間不是特殊的國與國關係，而是特殊的地區對地區的關係，這兩個地區同屬中國，是相互隸屬的關係。但這個論述避談中華民國與中華人民共和國，認為中國擁有這兩個地方的主權，而中國的合法代表可以屬於中華民國與中華人民共和國。
2012年3月，中國國民黨榮譽主席吳伯雄在中國大陸參與國共會談時，將一國兩區解釋為一個國家，兩個地區。此論述認為海峽兩岸同屬一個國家，是一種特殊的地區對地區的關係。吳伯雄最初的發言中，沒有明確定義一國是指哪一國。中共中央台辦發言人宣稱這代表台灣也認同一個中國原則。全國政協主席賈慶林在國共論壇上回應，海峽兩岸確認同屬一個中國，兩岸不是國與國關係，是兩岸互信新起點。
在台灣，中華民國總統馬英九在2012年總統就職演說中，將一國兩區表述為「一個中國，兩個地區」。但在中華人民共和國政府參與相關會議時，中國國民黨代表則未在公開場合明確聲明其中的「一國」即是指中華民國。中國國民黨主張這可以被視為是九二共識與憲法一中的延伸。中國國民黨認為，這是中華民國政府《中華民國憲法增修條文》和《兩岸人民關係條例》處理兩岸事務的一個架構，中華民國在當前可以被分隔為「自由地區與大陸地區」，中華民國擁有這兩個區域的主權，但是治權只及於自由地區，也就是台澎金馬。根據民進黨與部分媒體的數據，臺灣約六成民意反對此說。對這樣的結果，國民黨認為是民進黨在做民調時，故意曲解馬英九立場所導致。而美國在台協會前主席白樂琦也對此說表示疑慮。

## 内容

### 中國國民黨主張
2012年3月22日，中国国民党荣誉主席吴伯雄会见中共中央总书记胡锦涛時说：
我们现在在推行的两岸关系的依据是《两岸人民关系条例》，这是以‘一国两区’的概念作为法理的基础，我们处理两岸事务的部门是大陆委员会，不是外交部，这就足以说明，两岸并非国与国的关系，而是特殊的关系。
为避免外界將该名词与“一国两制”混為一談，随后他在记者会上表示：“我们宪法的增修条文，请大家看一看兩岸人民关系条例，很清楚，是不是，本来就是大陆地区、台湾地区的概念，所以才叫做人民关系条例，‘一国两区’还要误解的话，那故意的。”。
中國國民黨主席馬英九於3月28日在中常會上引用1992年10月22日媒體報導，強調當時陸委會主委黃昆輝在立法院接受質詢時，就提到我大陸政策是分為「一國兩區三階段」進行，強調這樣的憲政架構，背後有其歷史脈絡。「一個中華民國，兩個地區」，兩個地區指的台灣地區及大陸地區，這是憲法架構下的現狀，也彰顯中華民國主體性。並強調「這不是新的東西，也沒有人賦予新的意義，廿年了，從李登輝總統、陳水扁總統到我，都沒有改變」。
中华民国行政院院长陈冲表示：“‘一国两区’（大陆地区和台湾地区）的讲法‘跟原来我们的理解是一样的’，因为憲法增修条文第11条中有相关规定，这是为什么有‘两岸关系条例’的原因。”。
中华民国总统府发言人范姜泰基表示：“海峡两岸的双方处于一种特别的关系，两岸互不承认主权、互不否认治权；在《中华民国宪法》以及两岸人民关系条例的规范之下，台湾地区指‘台湾、澎湖、金门、马祖及政府统治权所及之其他地区’，而大陆地区意指台湾地区以外之中华民国领土，均属于中华民国，而‘一个中国’指的就是中华民国。”。
2012年5月20日，在總統就職演說上，馬英九重新宣示「一個中華民國，兩個地區」，將成為台灣未來四年的對中國大陸方針。他主張兩岸應該「互不承認主權，互不否認治權」，以两德模式為借鏡。陸委會主委賴幸媛亦表示：外界不應將「一個中華民國，兩個地區」簡化為「一國兩區」，「一中」就是主權獨立的中華民國，沒有第二種解釋。
2016年，國民黨主席洪秀柱出席105年台北市青年菁英共識營，再度重申，根據中華民國憲法，兩岸關係就是兩個地區的關係。
國民黨官方定義的一國兩區：
1. 海峽兩岸均堅持一個中國原則，但雙方所賦予涵義有所不同。中共當局認為一個中國即為中華人民共和國，將來統一以後，台灣將成為其轄下的一個特別行政區。我方認為一個中國應指1912年成立的中華民國，主權及於整個中國，但目前治權，僅及於臺澎金馬。台灣固為中國之一部分，但大陸亦為中國一部分。
2. 民國38年起，中國處於暫時分裂狀態，由兩個政治實體，分治海峽兩岸，乃為客觀事實，任何謀求統一主張，不能忽視此一事實的存在。
3. 中華民國政府為求民族發展、國家富強與人民福祉，已訂定國家統一綱領，積極謀取共識，開展統一步伐。深盼大陸當局，能實事求是，以務實的態度捐棄成見，共同合作，為建立自由民主均富的一個中國，貢獻智慧與力量。

### 中国共产党回應
中共中央政治局常委、全國政協主席賈慶林在第8屆兩岸經貿文化論壇上回應一國兩區。他認為，雙方確認中國的領土和主權沒有分裂、兩岸同屬一個中國、兩岸關係並非國與國關係這一客觀事實，將有利於維護一個中國框架和兩岸關係和平發展的。中國台灣研究會副會長周志懷指出，兩岸認為「同屬一國」是兩岸政治互信新起點。

## 臺灣各界反應

### 支持
中国国民党立委立院党团书记长徐耀昌、立委陈学圣认为吴伯雄提出的“一国两区”只是严正表达立场，并未进行政治谈判，也没“一国两制”的问题。他们还认为“如果绿营指‘马区长’，难道过去陈水扁执政，也是‘陈区长’吗？”。此外，徐耀昌还表示在民进党执政时“不要说中华民国的国号，连国旗、国歌都逐渐消失了，谁的心中有中华民国，民众自有公断”，“大家都很清楚，民进党心中并没有中华民国，只会在敏感议题上抹黑马英九，给马政府戴红帽子。”
民进党新潮流系元老洪奇昌、前立委郭正亮等在出席台北论坛时先后表示“一国两区不违宪”，认为“一国两区应该是由英文的‘法定疆域’（Legal Territory）概念而来，《中华民国宪法》的法定疆域与实际管辖确实不同，一国两区就法律上解释，没有问题”。
台湾的“中国统一联盟”于3月26日发表书面回应，对“一国两区”表示肯定和认同，认为“有助于增进两岸政治互信，也为开启两岸政治对话创造有利条件”。统盟认为1991年“修宪”时在增修条文引言中提及“修宪”是“为因应国家统一前之需要”，并在增修条文第11条明订“自由地区与大陆地区人民权利义务关系及其他事务的处理，得以法律为特别之规定”。之后虽然经过了6次“修宪”，宪法中对于两岸为“一国两区”的定位及“终极统一”的目标从未改变。据此制定的《台湾地区与大陆地区人民关系条例》亦维持了“一国两区”架构。因此，不论依据“宪法”或现行法律，两岸定位都是“一国两区”，不可能存在其他种解释。

### 反对
前總統李登輝批判馬英九扭曲歷史，陷入「一中框架」，是民主反動、威權復辟的主張，最可悲的是還不敢負責任。
前副總統呂秀蓮表示，馬英九「一國兩區」的說法讓中華民國變成不是一個國家，因為除了馬總統之外，沒有人會相信「一個中國」指的是「中華民國」，馬總統是自欺欺人的說法。
民主进步党及臺灣團結聯盟籍立法委員等泛綠政治人物同聲譴責

#### 民主進步黨
在2002年時，時任陸委會主委蔡英文強調，現行兩岸關係條例「一國兩區」的法理概念，因涉及憲法增修條文架構的改變，仍不宜調整。兩岸關係條例有關經貿法規條文的修正是今後首要調整的重點。
民主進步黨2012年總統候選人蔡英文表示「一國兩區」的說法頗為危險，時任總統馬英九必須說明「中華民國與中華人民共和國有何不同？關係是什麼？」希望長期對此模糊以對的馬英九能說清楚。蔡英文更於5月14日發表「給馬總統的公開信」，她說「一國兩區」違背憲法意旨。憲法結構的「一國兩區」是為處理台灣人民和大陸人民的權利義務關係，並不等同於定位中華民國和中華人民共和國的關係，也“並未賦予總統任何權力，擅自和中國政府談兩岸定位的問題”。「一國兩區」是從虛無但存在各自表述空間的「一中各表」退卻到「共表一中」。「一中各表」也只是政府對國內的飾詞，從來不敢在兩岸互動上公開具體地實踐「各表」。「一國兩區」是要逐步消滅台灣主體性，也否定台灣的國家人格。因此，她希望馬英九公開回答：第一， 台灣是不是一個國家？ 第二， 中華民國或台灣和中華人民共和國是不是屬於同一個國家？第三， 未來政府在和中國大陸互動上，是否沿襲國共平台的共識，以「一國兩區」為依歸？
時任民進黨代主席的高雄市長陳菊強調維持現狀，現在台灣就是「中華民國」，台灣是「主權獨立國家」。
民進黨發言人羅致政痛批「一國兩區」最大的危險，不只是自我矮化台灣成為一個地區，更嚴重的是把兩岸定義為同一個國家，完全違背台灣民意的看法，也是對現狀的改變，「這是馬總統的立場嗎？」若馬認同所謂一國兩區的說法，「等於正式宣示放棄、甚至消滅中華民國」，這樣重大政策的改變，尤其可能改變台灣民主自由以及主權地位。林俊憲也說，吳伯雄得到馬的授權，但是“馬卻沒有台灣人民的授權”。連負責國家安全的國家安全局局長和主責兩岸事務的陸委會主委賴幸媛在立委質詢下都承認對「一國兩區」的主張完全不知情，可見如此重大、關係台灣未來的事，已經變成“國、共兩黨私相授受”，人民連透過對行政部門的監督來捍衛國家主權的機會都沒有。「難道兼任國民黨主席的馬總統，要以國、共兩黨的密室協商決定2300萬台灣人民的國家主權嗎？」林右昌則強調冒進的「一國兩區」極為不智，不但違背主流民意，更踩到了台灣社會的紅線。馬英九“沒有經過人民同意、沒有經過民主程序，就逕以自己的意識型態”，把台灣和中華人民共和國，定位為「一個國家的兩個地區」，是“變更現狀”，而馬總統將他個人的意志，假稱為歷任總統的立場，更是荒誕而不負責任。參選民進黨主席的前台南縣長蘇煥智則表示，中國大陸不斷打壓台灣國際生存空間，這種說法更是自斷生路，民進黨應該發起抗議活動，不能讓國際誤解台灣人民都接受一中。

#### 台灣團結聯盟
臺灣團結聯盟主席黃昆輝怒斥馬英九接受這個觀念，等於是簽下新馬關條約，把台灣的主權拱手讓給中國大陸。他說兩岸條例規範兩岸互動是準國際關係，李登輝前總統的特殊國與國關係，就是對兩岸條例最好的詮釋；拿兩岸條例來詮釋一國兩區，是惡意的扭曲。

### 质疑

#### 親民黨
親民黨主席宋楚瑜亦提出三項質疑。他表示，任何牽涉到台灣和大陸之間的定位等國家大政議題的決策與發言都必須嚴謹、慎重，但如同選舉期間拋出的「兩岸和平協議」般，馬英九的「決策模式都是獨斷獨行」，連陸委會等行政部門也不曾聽聞，且提出的人未於政府單位任職，是非常不負責任的做法。這不但必須公開透明，也應預先和朝野主要政黨溝通，不是自己說了算。宋楚瑜也嚴詞駁斥馬、吳兩人「錯將事務層次混為憲法層次」，把「概念和名詞混為一談」。

### 民意調查
民進黨於3月29日公布針對全國20歲以上具投票權公民所做的民意調查（依內政部2012年1月份人口統計資料，具95%信心水準，抽樣誤差約為±2.73%），結果顯示：六成受訪者不接受兩岸關係是「一國兩區」的說法；六成二的民眾認為一國兩區的主張會矮化國家主權；67.3%的民眾不同意胡錦濤所謂「兩岸雖然還沒有統一，但中國領土和主權沒有分裂，大陸和台灣同屬一個中國的事實沒有改變」的說法；七成八受訪者認為台灣與中國大陸「不是」同一個國家；81.2%的民眾同意民進黨《台灣前途決議文》中「台灣是一主權獨立國家，任何有關獨立現狀的更動，必須經由台灣全體住民以公民投票的方式決定」的政策。民進黨質疑為何馬英九總統聽不到人民聲音，與人民站在對立面，嚴重傷害台灣國家主權，馬政府必須為錯誤決策公開道歉，並撤回這樣的說法。
陸委會委託國立政治大學選舉研究中心於3月30日至4月2日所做全國性的電話訪查民調，明確反統主張的「永遠維持現狀」為29.9％，有攀高趨勢，「維持現狀以後再決定」佔32.4％，「公開主張臺灣獨立」的比率（「維持現狀以後獨立」的15.7％或「儘快獨立」的6.1％）達21.8%，「公開主張兩岸統一」的比率（「維持現狀以後統一」的8.2％或「儘快統一」的1.5％）只有9.7%，等於超過九成的台灣民意表明不主張「兩岸統一」。民調結果顯示臺灣人民並不認同具有「統一」意向的一國兩區主張，而已有更清楚的反統意識表態。另遠見雜誌於2012年所做之民調則與政大對於統獨民調有所不同，依遠見雜誌調查終極統一支持者22.9%，終極獨立支持者49.1%。兩者民調並非一致，且頗有差距，台灣近年民調準確度失準已成常態，主因可能與調查者之政治立場相關，以2012年總統大選為例政大選舉研究中心預測蔡英文女士會些微差距當選，惟結果與民調不一致。

### 傳媒與民間社團
親泛綠的自由時報社論發表評論，質疑馬總統若「有種」，應訓令吳伯雄在中國大陸宣告「一國就是中華民國，大陸地區是中華民國的領土。」以及黎智英旗下之蘋果日報則認為中共政權與國民黨建立聯合陣線共推模糊一中，削弱民進黨「一中一台」的論述。國共私相授受，民進黨極力反對因此獲得了“正當性”。
前考試院院長、「台灣國家聯盟」總召姚嘉文等本土社團砲轟一國兩區讓外界以為台灣是中國的一區，嚴重損害台灣的國家利益，已觸犯《刑法》外患罪，將追究他們兩人的責任。前國史館館長張炎憲表示，馬英九應該說中華人民共和國是中華民國憲法的一部分，但馬的所做所為卻違反中華民國憲法，有叛國的嫌疑。前駐日本代表羅福全說“馬英九在總統大選時不提，現在才提，是欺騙人民”，馬英九的心態是出賣台灣。
台灣獨立建國聯盟認為馬英九在此時自毀長城恐怕是因為治國無方引起怨聲載道，必須以此作為轉移焦點的煙幕，並呼籲全民一起罷免「幫凶立委」。「公投護台灣聯盟」總召集人蔡丁貴等同樣強烈不滿，痛批吳伯雄的說法已是出賣台灣人民的利益、「使台灣香港化」，也凸顯中華民國憲法的荒謬性，台灣人民應該強力譴責，並積極籌劃抗議活動向馬、吳表達憤怒。台灣教授協會與台灣社重申捍衛台灣國家人格、解決國家認同錯亂的正本清源之道，乃是修正憲法中的錯誤，並且必須在憲法中明確闡釋台灣與中國大陸之現狀為「國與國關係」。泛綠政團將推動新一波的“憲改運動”，民進黨立委李應元及台聯立委林世嘉也提案廢除1991年增修條文前言中的「統一」字眼。

## 各方意見

### 中华人民共和国（中国大陆）
2012年3月29日，中共中央台湾工作办公室发言人杨毅評「一國兩區」，称只要認同一中，其他問題都可討論。外界或据杨毅的说法，认为中华人民共和国政府接受“一国两区”论。中国人民大学学者王英津认为，杨毅的表述并非意味中华人民共和国政府正面接受“一国两区”论。“不明确反对并非意味着全然接受“。在中华人民共和国政府未对“九二共識、一中各表”强烈反对、持“默认”状态下，没有必要对“一国两区”论持正面或反对的态度:78—79。
華夏經緯網宣稱一國兩區符合美國總統歐巴馬於2012年2月份，習近平訪美發表的拒絕台獨的聲明內涵，並與美國前駐華大使芮效儉對兩岸關係進展的暗示相合。
2012年5月30日，中共中央台辦發言人楊毅在例行記者會中回应中華民國總統馬英九提出的「一個中華民國、兩個地區」概念，以及以兩德統一模式发展两岸关系的建议。杨毅表示，這是馬英九一貫的政策，大陆並不感意外。兩德統一的模式不適用於中國，因為中國的主權和領土完整沒有分裂，「兩岸同屬一個中國的事實沒有改變，兩岸不是兩個中國，兩岸關係不是國與國關係」，這是客觀事實。

### 美國
美國政府行政部門曾對此說法透過公開或私下的不同管道對馬英九總統此項意外表達疑慮，希望馬總統向美方解釋。一位主管兩岸事務的官員即於4月10日表示「我們實在不懂『一國兩區』的意涵，我們沒有預期會有這項議題，也期待台灣方面能有好的解釋。台灣多數民眾認同『現狀』，實在不必談什麼『和平協議』；美國不希望看到台灣被施加壓力，達成某種政治性的協議，導致台海不穩定。」。
一些美國國會議員亦對此表達關切，眾議院外交委員會主席艾莉安娜·羅斯-蕾緹南參加馬英九總統就職代表團訪台時，特別就馬總統的說法請其進一步說明並討論。羅斯蕾緹南表示，代表團對此說確實有自己的看法，成員的意見也不一致（we certainly have our opinions,and we may not be in unison on that），台美雙方有共同利益與價值，但代表團或美方不能代替台灣政府或人民做決定，美方強調的一貫立場是希望台灣繼續扮演希望、機會、自由、繁榮、人權的燈塔。

### 日本
日本對馬政府主張的一國兩區等議題也感到疑惑，擔心台灣因此過度傾中改變亞太局勢現狀，因此建議立法院「台日友好協會」在國會外交多做努力。